# Pankstrasse (Berlins tunnelbana)
Pankstrasse är en tunnelbanestation i Berlins tunnelbana på linje U8 i Gesundbrunnen. Den öppnade för trafik 1977 som en del i tunnelbanans förlängning norrut till Osloer Strasse. Den är ritad av Rainer G. Rümmler. 
Stationen är, precis som stationen Siemensdamm, även konstruerad för att kunna fungera som skyddsrum. Stationen har med angränsande utrymmen som skyddsrum, kök och sanitära utrymmen plats för 3339 personer. 